# Austrophlebia costalis
Austrophlebia costalis е вид водно конче от семейство Aeshnidae. Видът не е застрашен от изчезване.

## Разпространение
Разпространен е в Австралия (Куинсланд и Нов Южен Уелс).